# Cột Đức Mẹ ở Brno
Cột Đức Mẹ ở Brno (tên gọi khác: Cột bệnh dịch, tiếng Séc: Mariánský sloup v Brně, Morový sloup) là một trong những tượng đài tôn giáo nổi tiếng về Đức Mẹ, tọa lạc ở quảng trường Tự do (Náměstí Svobody) tại thành phố Brno, vùng Nam Moravia, Cộng hòa Séc. Tượng đài này có tên trong danh sách các di tích văn hóa của Cộng hòa Séc.

## Lịch sử
Cột Đức Mẹ ở Brno được xây dựng trong giai đoạn 1679 - 1683, nhằm bày tỏ lòng biết ơn sâu sắc đối với Mẹ Maria vì Ngài đã luôn che chở người dân thành phố Brno trong đại dịch hạch (bùng phát trong giai đoạn 1679–1680). Bức tượng Đức Mẹ Đồng trinh cùng với Chúa Giêsu hài đồng (hiện nay được thay thế bằng bản sao) là tác phẩm của nhà điêu khắc Ferdinand Pfellowler.
Cột Đức Mẹ ở Brno được công nhận là di tích văn hóa từ ngày 3 tháng 5 năm 1958. Từ tháng 5 đến tháng 10 năm 2006, cột Đức Mẹ cùng với quảng trường được tái thiết lại. Giám mục của Brno - Vojtěch Cikrle đã cử hành long trọng lễ ban phép lành cho cây cột có diện mạo mới vào ngày 15 tháng 10 năm 2006.

## Mô tả
Bức tượng mang phong cách Baroque ở trên đỉnh cột khắc họa hình ảnh Đức Trinh Nữ Maria đang bế Chúa Giêsu hài đồng. Đức Mẹ Maria đẹp lộng lẫy trong trang phục áo dài, tay phải cầm quyền trượng, đầu đội vương miện, và vầng hào quang đằng sau lưng chiếc áo choàng. Phần bệ tượng đài có tượng của 5 vị thánh: Thánh Charles Borromeo, Thánh Francis Xavier, Thánh Sebastian, Thánh Roch thành Montpellier, Thánh Anthony thành Padova, và Thánh Rosalie.

## Hình ảnh

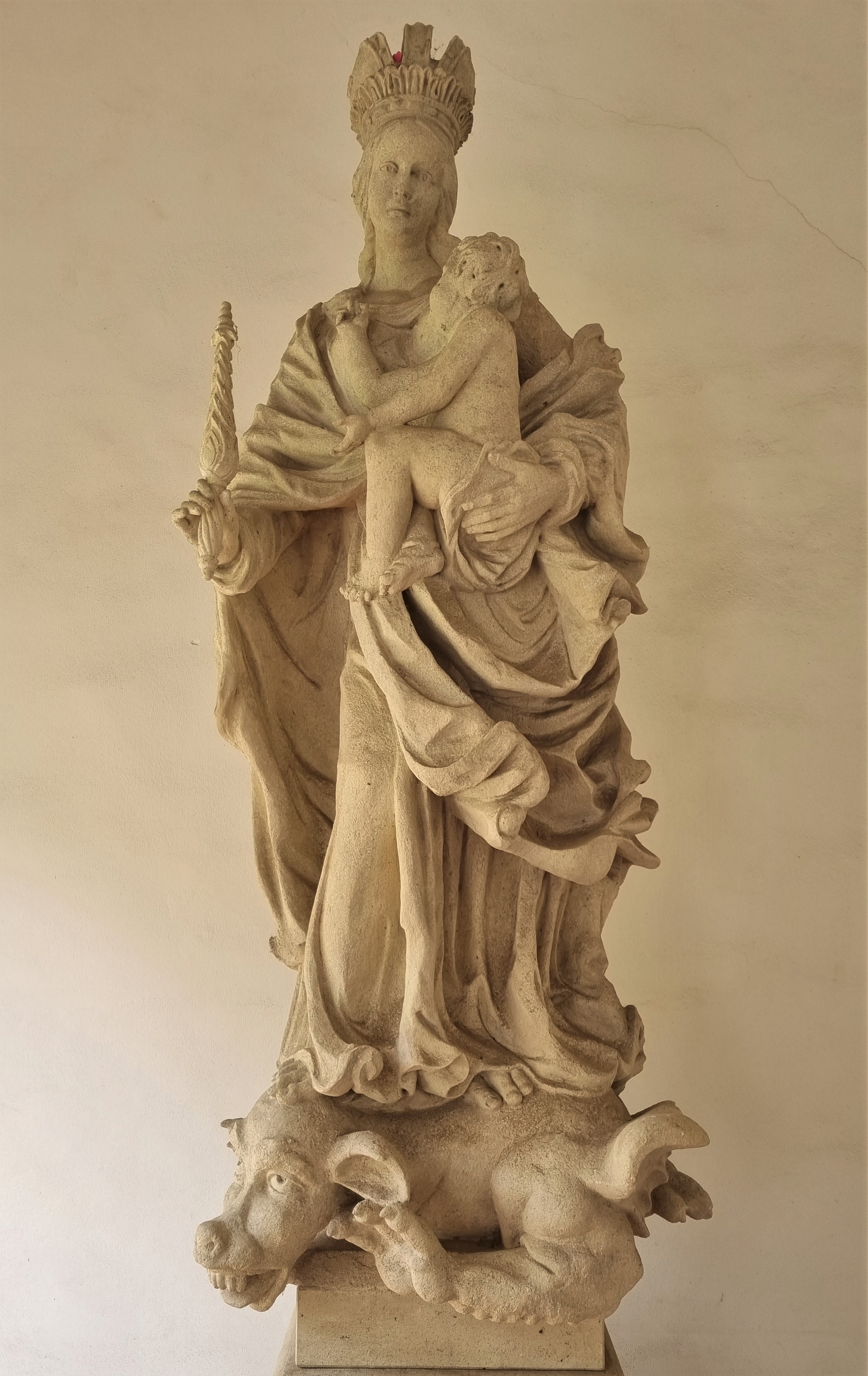
Bức tượng gốc - Tác giả: Ferdinand Pfellowler
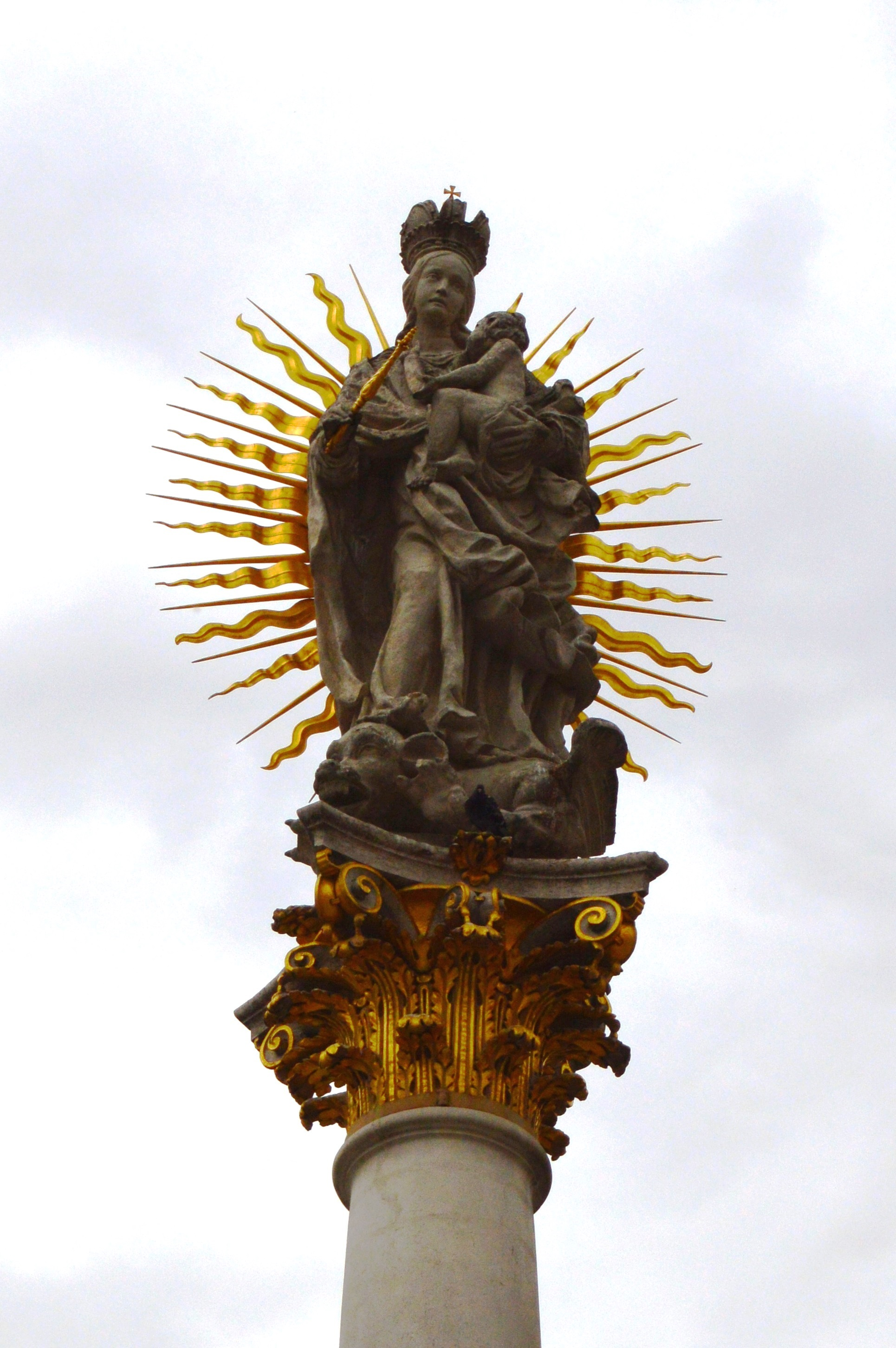
Bức tượng Đức Mẹ Đồng trinh và Chúa Giêsu (2015)
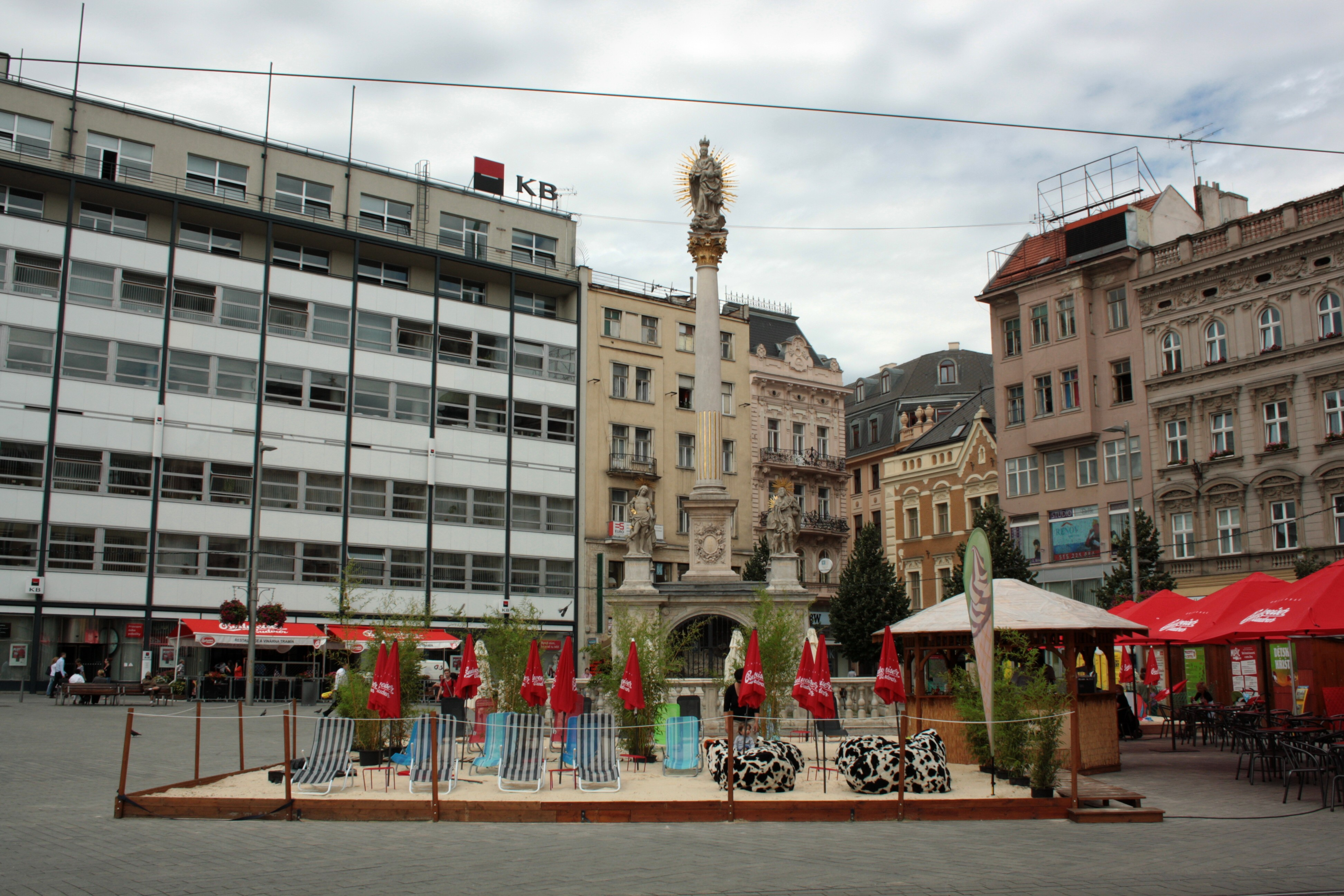